# Andrzej Duks
Andrzej Piotr Duks (ur. 6 listopada 1962 w Szamotułach) – generał dywizji Wojska Polskiego; szef sztabu – zastępca dowódcy 9 pułku zmechanizowanego i 6 Brygady Kawalerii Pancernej (1995–1999); szef sztabu 16 Pomorskiej Dywizji Zmechanizowanej (2002–2005); szef Zarządu Planowania Rozwoju Sił Zbrojnych w Generalnym Zarządzie Planowania Strategicznego – P5 w Sztabie Generalnym Wojska Polskiego (2005–2007); szef Inspektoratu Uzbrojenia Ministerstwa Obrony Narodowej (2010–2012).

## Życiorys

### Wykształcenie
Absolwent Wyższej Szkoły Oficerskiej Wojsk Zmechanizowanych we Wrocławiu (1985); studia podyplomowe w Akademii Obrony Narodowej (1994); kurs taktyczno-operacyjny w Akademii Obrony Narodowej (1999). W 2002 ukończył studia w akademii dowódczo-sztabowej (United States Army Command and General Staff College – CGSC) w Fort Leavenworth (Kansas, USA). Ukończył kurs CIMIC w szkole NATO w Oberammergau oraz kurs SERA dla wyższej kadry zarządzającej w École Militaire w Paryżu.

### Służba wojskowa
Andrzej Duks zawodową służbę wojskową rozpoczął w 1985 na stanowisku dowódcy plutonu rozpoznania, a następnie dowódcy kompanii rozpoznawczej w 12 pułku zmechanizowanym w Gorzowie Wielkopolskim. Po ukończeniu AON został skierowany do Stargardu Szczecińskiego, gdzie obejmował kolejno stanowiska: starszego oficera operacyjnego (1994); szef sztabu – zastępcy dowódcy 9 pułku zmechanizowanego i 6 Brygady Kawalerii Pancernej (1995–1999). W 1999 objął w Szczecinie funkcję szefa Wydziału Współpracy Cywilno-Wojskowej (CIMIC) w 12 Dywizji Zmechanizowanej, którym był do 2001. W 2002 otrzymał przydział służbowy do Elbląga na stanowisko szefa sztabu 16 Pomorskiej Dywizji Zmechanizowanej. Od 18 lipca 2004 do 1 lutego 2005 wraz z żołnierzami 16 DZ uczestniczył w III zmianie w składzie Międzynarodowych Sił Stabilizacyjnych Polskiego Kontyngentu Wojskowego w Iraku na stanowisku szefa sztabu Wielonarodowej Dywizji Centrum–Południe. 
1 marca 2005 rozpoczął służbę w Warszawie w Sztabie Generalnym Wojska Polskiego na stanowisku szefa Zarządu Planowania Rozwoju Sił Zbrojnych Generalnego Planowania Strategicznego – P5 w Sztabie Generalnym WP. Następnie objął funkcję zastępcy szefa Zarządu Planowania Strategicznego – P5. W dniu 11 listopada 2006 został mianowany przez prezydenta Rzeczypospolitej Polskiej Lecha Kaczyńskiego na stopień generała brygady. W latach 2007–2010 był dyrektorem Departamentu Polityki Zbrojeniowej Ministerstwa Obrony Narodowej; w tym czasie współtworzył nowy system pozyskiwania uzbrojenia i sprzętu wojskowego dla Sił Zbrojnych. Z dniem 1 marca 2010 został radcą–koordynatorem w pionie podsekretarza stanu w MON ds. uzbrojenia i modernizacji. Od 1 stycznia 2011 sprawował funkcję szefa Inspektoratu Uzbrojenia MON. 
9 sierpnia 2011 prezydent RP Bronisław Komorowski mianował go na stopień generała dywizji (akt mianowania odebrał 11 listopada 2006). 10 stycznia 2012 przewodniczył w rozmowach polsko-amerykańskich dotyczących ulepszenia sieci dostaw uzbrojenia i sprzętu wojskowego do Polski. 28 września 2012, w obecności podsekretarza stanu w MON do spraw uzbrojenia i modernizacji Waldemara Skrzypczaka, przekazał obowiązki szefa Inspektoratu Uzbrojenia gen. bryg. Sławomirowi Szczepaniakowi. 28 stycznia 2013, w związku odejściem z czynnej służby, został pożegnany wraz z gronem odchodzących generałów przez ministra obrony narodowej Tomasza Siemoniaka i szefa Sztabu Generalnego Wojska Polskiego generała Mieczysława Cieniucha otrzymując pamiątkowy ryngraf. Z dniem 31 stycznia 2013 w wieku 51 lat zakończył zawodową służbę wojskową. 15 sierpnia 2013, w związku z odejściem w stan spoczynku, został uhonorowany pamiątkowym ryngrafem na dziedzińcu Belwederu w Warszawie przez prezydenta RP Bronisława Komorowskiego.
Jest żonaty, ma dwóch synów. Zna język angielski i niemiecki. Jego pasje to wędkarstwo, siatkówka, koszykówka, biegi oraz literatura. 

## Awanse
- podporucznik – 1985[1]

(...)
- generał brygady – 11 listopada 2006[11]
- generał dywizji –  9 sierpnia 2011[12]

## Ordery i odznaczenia
- Srebrny Krzyż Zasługi – (2004)[13]
- Gwiazda Iraku
- Złoty Medal „Siły Zbrojne w Służbie Ojczyzny” – (2012)[8]
- Złoty Medal „Za zasługi dla obronności kraju”
- Srebrny Medal „Za zasługi dla obronności kraju”
- Brązowy Medal „Za zasługi dla obronności kraju”
- Srebrny Medal „Siły Zbrojne w Służbie Ojczyzny”
- Brązowy Medal „Siły Zbrojne w Służbie Ojczyzny”
- Medal Pamiątkowy Wielonarodowej Dywizji Centrum-Południe w Iraku
- Medal XXX-lecia Związku Żołnierzy Wojska Polskiego – (2012)[8]
- Odznaka „Za wierną służbę pod sztandarami” – Bułgaria
- Odznaka pamiątkowa 6 Brygady Kawalerii Pancernej – 1995, ex officio
- Odznaka pamiątkowa 16 Pomorskiej Dywizji Zmechanizowanej – 2002, ex officio